# Megyn Kelly
Megyn Marie Kelly (ur. 18 listopada 1970  w Syracuse) – amerykańska dziennikarka, ukończyła studia z politologii i prawa.

## Życiorys
Urodzona 18 listopada 1970 w Syracuse, była najmłodszą z trójki dzieci. Początkowo dorastała w DeWitt, a potem w Delmar koło Albany. Uczęszczała do Bethlehem Central High School, a po jej ukończeniu w 1988 wstąpiła na Syracuse University. W 1992 ukończyła studia w zakresie politologii, gdyż nie dostała się na studia dziennikarskie. Po dyplomie podjęła na Albany Law School studia prawnicze, które ukończyła w 1995 roku z wyróżnieniem. W czasie studiów była redaktorem uczelnianego czasopisma Albany Law Review. Początkowo planowała pracę w biurze prokuratora okręgowego, ale ostatecznie znalazła zatrudnienie w korporacji prawniczej i w 1997 przeprowadziła się do Chicago.
W roku 2003 przeprowadziła się do Waszyngtonu, gdzie jej ówczesny mąż znalazł pracę w Johns Hopkins Hospital. W następnych miesiącach szukała pracy w dziennikarstwie i wykonywała dorywcze prace w tej branży, aż ostatecznie od września 2004 roku rozpoczęła pracę w telewizji Fox News Channel jako waszyngtońska korespondentka. Z czasem awansowała: od 2006 roku była współprowadzącą America’s Newsroom, cztery lata później została gospodynią America Live, a od 2013 prowadziła autorski wieczorny program The Kelly File, który był drugim najpopularniejszym programem informacyjnym w USA. W 2014 roku Time Magazine umieścił ją na liście 100 najbardziej wpływowych ludzi na świecie.
Znana z walki przeciw seksizmowi. W czasie kampanii prezydenckiej w 2015/16 roku jako pierwsza zarzuciła Donaldowi Trumpowi niewłaściwy stosunek do kobiet, co sprawiło, że Trump uznał ją za modelowy przykład nieprzychylnego dziennikarza i wielokrotnie atakował ją słownie. W tym czasie najbardziej radykalni zwolennicy Trumpa kierowali pod jej adresem groźby, Kelly zmuszona była wynająć ochronę. W lipcu 2016 razem z innymi pracownicami Fox News doprowadziła do odejścia ze stacji dyrektora Rogera Ailesa, któremu zarzucono molestowanie seksualne.
4 stycznia 2017 roku ogłosiła przejście do NBC News, w której otrzymała codzienny program w popołudniowym paśmie. Na początku 2019 roku odeszła ze stacji po swoich wypowiedziach z jesieni poprzedniego roku, które zostały uznane przez niektórych widzów za rasistowskie.

## Życie prywatne
W latach 2001–2006 żona Daniela R. Kendalla, a w 2008 wyszła za Douglasa Brunta, z którym ma trzech synów.